# Autocrazia

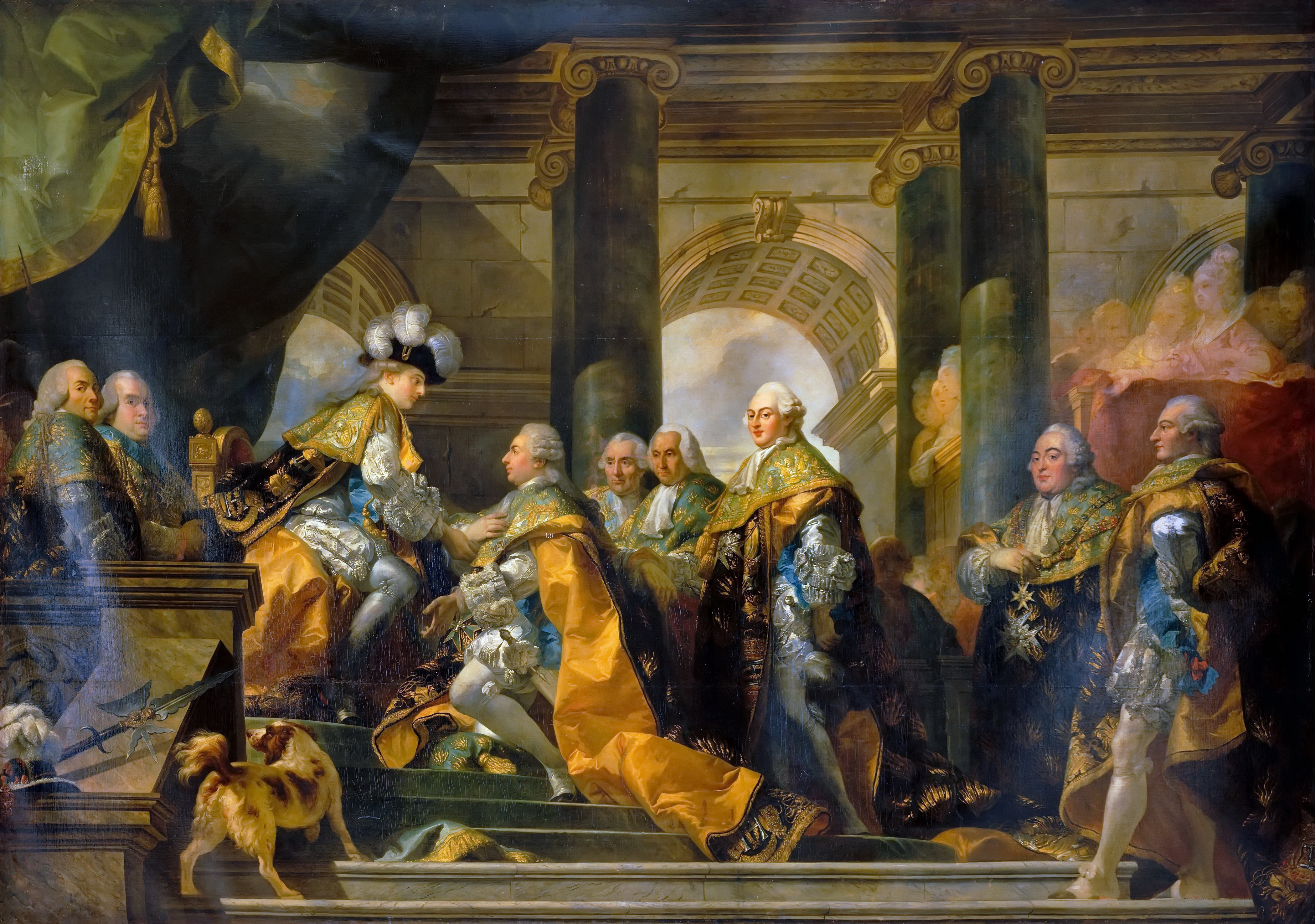
L'incoronazione di Luigi XVI (Gabriel-François Doyen, 1775)

L'autocrazia è una forma di governo in cui un singolo individuo detiene un potere assoluto ed incontrastabile. In pratica, un autocrate è una figura che non solo ha la suprema titolarità su tutti i poteri dello Stato, ma è essa stessa l'unica entità nello Stato dotata di potere decisionale, mentre ogni altro funzionario è privo di qualunque indipendenza giuridica effettiva, è privo di funzioni o direttamente non esiste, e che esercita senza alcuna limitazione o vincolo. Un'autocrazia, pur essendo più comune nelle monarchie, non è solo una versione estremizzata ed altamente potenziata della monarchia assoluta, ma un enorme potenziamento di qualsiasi Stato autoritario, sia esso monarchico o repubblicano.

## Descrizione
È una forma di governo che dovrebbe avere nella sua definizione un connotato positivo perché dovrebbe implicare indipendenza di giudizio e scelta; storicamente si può trovare soprattutto in oriente, ammantata di potere teocratico, come nell'Antico Egitto o nell'Impero bizantino.
Nel mondo occidentale, si può considerare un modello di autocrazia quello sviluppato nel periodo della Russia imperiale, quando il sovrano assumeva il titolo di Autocrate di tutte le Russie, ispirandosi al modello dell'impero bizantino, in cui l'imperatore aveva il titolo di basileus e autocrate dei romei. Attualmente anche la Turchia di Recep Tayyip Erdoğan si ispira a questa forma di governo.
Il termine può anche riferirsi a un paese che viene governato in questa maniera, come la Persia sotto il governo dello scià Mohammad Reza Pahlavi. Un regime autocratico diventa un'oligarchia quando il potere viene controllato da varie persone, rappresentanti però solo una piccola parte dell'intera società. L'autocrazia dà la preminenza allo Stato-apparato, prescindendo dallo Stato-comunità.
Autocrazie storiche, in cui la parola del sovrano o governante aveva valore di legge assoluta e senza vincoli, furono alcuni imperi dell'antichità, come l'Impero persiano, l'Antico Egitto, l'Impero macedone e l'Impero romano nel periodo del dominato (dopo il 235); lo furono, inoltre, i citati Impero bizantino e Impero russo, il Sacro Romano Impero in certi periodi, la Francia assolutistica (a partire da Luigi XIV, il "Re Sole"), alcune dittature recenti come la Germania nazista di Hitler. Per quanto ci si riferisca agli Stati socialisti autoritari come l'Unione Sovietica di Stalin o alla Cina di Mao Zedong come autocrazie, in realtà in questi casi il potere era spartito, seppur di fatto molto limitatamente, tra le varie cariche del governo e del partito.

## Attività politica
La repressione politica è il metodo principale con cui gli autocrati preservano il regime e prevengono la perdita di potere. Questa repressione può avvenire implicitamente costringendo e intimidendo la potenziale opposizione, oppure può comportare violenza diretta. I governi autocratici si impegnano anche nella cooptazione, in cui figure influenti ricevono benefici dal regime in cambio del loro sostegno. Costringere queste élite è solitamente più efficiente per l'autocrate che intimidirle attraverso la violenza. I partiti politici sono un metodo comune di cooptazione e coercizione, poiché forniscono un meccanismo per controllare i membri del governo, avviare nuovi membri e scoraggiare un colpo di Stato militare. I governi autocratici controllati attraverso un partito politico durano più a lungo in media rispetto ad altri governi autocratici.
Il controllo sul pubblico viene mantenuto attraverso l'indottrinamento e la propaganda. I governi autocratici godono di livelli di sostegno pubblico simili a quelli dei governi democratici, e lo status di uno stato come autocratico non è un indicatore significativo per stabilire se è sostenuto dai suoi cittadini. Gli autocrati spesso fanno appello al popolo sostenendo uno specifico movimento politico, etnico o religioso.
Le diverse forme di governo autocratico creano una significativa varianza nella loro politica estera. In generale, i governi autocratici hanno più probabilità di andare in guerra rispetto ai governi democratici. Le autocrazie totalitarie si sono storicamente impegnate nel militarismo e nell'espansionismo dopo aver consolidato il potere, in particolare i governi fascisti. Ciò consente all'autocrazia di diffondere la sua ideologia di stato e l'esistenza di avversari stranieri consente all'autocrate di radunare il sostegno interno.
I regimi autocratici del XXI secolo si sono allontanati dal precedente storico del governo diretto in favore di istituzioni che assomigliano a quelle dei governi democratici. Ciò può includere libertà controllate per i cittadini come la formazione di partiti di opposizione per partecipare a elezioni ingiuste. Le elezioni forniscono diversi vantaggi ai regimi autocratici, consentendo un luogo per frenare o placare l'opposizione e creando un metodo per trasferire il potere senza conflitti violenti. Molti autocrati istituiscono anche processi farsa per eseguire la repressione politica piuttosto che eseguire epurazioni dirette. Ciò può essere fatto per scoraggiare più pubblicamente i futuri dissidenti. Prima di questa tendenza, le elezioni autocratiche raramente invitavano la partecipazione pubblica. Erano invece utilizzate dalle élite per scegliere un leader tra di loro, come in una monarchia elettiva. La creazione di una costituzione è un'altra misura comune utilizzata dagli autocrati per rimanere al potere; poiché sono in grado di redigere la costituzione unilateralmente, questa può essere adattata per adattarsi al loro governo.

## Studio e valutazione
Il governo autocratico è stato centrale nella teoria politica sin dallo sviluppo della filosofia politica nell'Antica Grecia. Nonostante la sua importanza storica, l'autocrazia non è stata ampiamente riconosciuta come una teoria politica a sé stante, come è successo alla democrazia. Il governo autocratico è generalmente considerato meno desiderabile del governo democratico. Le ragioni di ciò includono la sua propensione alla corruzione e alla violenza, nonché la sua mancanza di efficienza e la sua debolezza nel promuovere la libertà e la trasparenza.
Storicamente, i dati sul funzionamento del governo autocratico sono stati limitati, impedendo uno studio dettagliato. Lo studio dell’autocrazia post-coloniale in Africa è stato particolarmente limitato, poiché questi governi erano meno propensi a tenere registri dettagliati delle loro attività rispetto ad altri governi dell’epoca, e spesso distruggevano i registri esistenti. Anche lo studio del sostegno dei cittadini al governo autocratico rispetto al governo democratico è stato poco frequente, e la maggior parte degli studi condotti in quest’area è stata limitata all’Asia orientale. La raccolta di informazioni sui regimi autocratici è migliorata nel 21° secolo, consentendo un’analisi più dettagliata.
È stato scoperto che il governo autocratico ha effetti sulla politica di un paese, inclusa la struttura del suo governo e la burocrazia, molto tempo dopo che si è democratizzato. I confronti tra regioni hanno rilevato disparità negli atteggiamenti dei cittadini, nelle preferenze politiche e nell'impegno politico a seconda che fosse stato soggetto o meno all'autocrazia, anche in regioni diverse all'interno dello stesso paese. I cittadini delle nazioni post-comuniste hanno maggiori probabilità di diffidare del governo e del libero mercato, ostacolando direttamente la prosperità economica a lungo termine di queste nazioni. La xenofobia è generalmente più comune nelle nazioni post-autocratiche e gli elettori di queste nazioni hanno maggiori probabilità di votare per partiti politici di estrema destra o di estrema sinistra.
Sono stati sviluppati molti indici di democrazia per misurare quanto siano democratici o autoritari i paesi, come la serie di dati Polity, il rapporto Freedom in the World e gli indici Varieties of Democracy. Questi indici misurano vari attributi delle azioni di un governo e i diritti dei suoi cittadini di classificare le democrazie e le autocrazie. Questi attributi possono includere l'emancipazione, la libertà di espressione, la libertà di informazione, la separazione dei poteri o elezioni libere ed eque, tra gli altri. Sia la scelta degli attributi che il metodo di misurazione sono soggettivi e sono definiti individualmente da ciascun indice. Nonostante ciò, diversi indici di democrazia generalmente producono risultati simili. La maggior parte delle discrepanze deriva dalla misurazione di governi anocratici che mescolano tratti democratici e autocratici.